# Wovon wir träumten
Wovon wir träumten (Originaltitel: The Buddha in the Attic) ist ein erstmals 2011 erschienener Roman der US-amerikanischen Autorin Julie Otsuka über in Japan geborene Frauen und Mädchen, die in den 1920er Jahren in die USA auswandern, um dort japanische Einwanderer zu heiraten. Er schildert ihre Lebenserfahrungen in der neuen Heimat, bis rund ein Vierteljahrhundert später der japanische Angriff auf Pearl Harbor zur Internierung japanischstämmiger Amerikaner führte.
Der von Katja Scholtz ins Deutsche übersetzte und 2012 vom Mare Verlag veröffentlichte Roman wurde von der Literaturkritik positiv aufgenommen. 2011 war er für einen National Book Award nominiert; im selben Jahr wurde er mit dem Langum Prize for American Historical Fiction ausgezeichnet und erhielt 2012 den PEN/Faulkner Award sowie den Prix Femina Étranger. 2014 wurden Autorin und Übersetzerin für den Roman mit dem Albatros-Literaturpreis ausgezeichnet.

## Handlung
Der Roman hat keine Handlung in dem Sinne, dass spezifische Personen ein individuelles Schicksal durchleben. Er wird stattdessen in der Wir-Form erzählt und gibt die Eindrücke und Erfahrungen von Mädchen und Frauen wieder, die mit dem Schiff Japan verlassen, um in Kalifornien Emigranten japanischer Herkunft zu heiraten, die sie gewöhnlich nur von Fotos oder Briefen kennen.
Das erste Kapitel stellt entsprechend Herkunft und Hoffnung der sogenannten „picture brides“ (Fotobräute) dar:

„Auf dem Schiff waren die meisten von uns Jungfrauen. Wir hatten langes, schwarzes Haar und flache, breite Füße, und wir waren nicht sehr groß. Einige von uns hatten als junge Mädchen nichts als Reisbrei gegessen und hatten leicht krumme Beine, und einige von uns waren erst vierzehn Jahre alt und selbst noch junge Mädchen. Einige von uns kamen aus der Stadt und trugen modische Stadtkleider, doch überwiegend kamen wir vom Land, und auf dem Schiff trugen wir dieselben alten Kimonos, die wir seit Jahren getragen hatten – verschlissene Kleider von unseren Schwestern, die vielfach geflickt und gefärbt worden waren.“

Die Mädchen und Frauen vermissen zwar ihre Mütter und ihr Dorfleben, aber auf Basis der wenigen Briefe und des einen Fotos ihres Ehemanns sind sie voller Hoffnung auf ihr neues Leben in den USA: Bei der Ankunft realisieren sie, dass es nicht ihre Ehemänner waren, die in den Briefen mit der wunderschönen Handschrift um sie geworben hatten, sondern dass diese von professionellen Briefeschreibern stammten. Und dass das Foto, das ihren Ehemann an einen weißen Staketenzaun eines Vorstadthauses oder einen Ford Modell T gelehnt zeigt, zwanzig Jahre alt ist und einen sozialen Aufstieg suggeriert, der nie stattgefunden hat. Ihre Männer sind auch nicht die erfolgreichen Geschäftsleute, wie sie es in ihren Briefen von sich behaupteten, sondern einfache Landarbeiter und Dienstboten.
Das zweite Kapitel thematisiert den ersten Geschlechtsakt mit ihren neuen Ehemännern. Über vier Seiten beginnen die Sätze immer gleich:

„In jener Nacht nahmen unsere neuen Ehemänner uns schnell. […] Sie nahmen uns gierig, hungrig, als ob sie jahrhundertelang auf uns gewartet hatten. […] Sie nahmen uns so, wie unsere Väter unsere Mütter Nacht für Nacht zu Hause im Dorf genommen hatten: plötzlich und ohne Vorwarnung, wenn wir gerade dabei waren, einzuschlafen. […] Sie nahmen uns mit mehr Geschick, als wir es zuvor erlebt hatten, und wir wussten, dass wir sie immer begehren würden …“

Das dritte Kapitel beschreibt das Leben der Frauen in ihrer neuen Heimat und ihre Beziehung zu ihren US-amerikanischen Nachbarn und Arbeitgebern, für die sie als Asiaten nur Menschen zweiter Klasse sind. Viele der Frauen werden Wanderarbeiterinnen, die gemeinsam mit ihren Ehemännern dorthin ziehen, wo eine Nachfrage nach billigen landwirtschaftlichen Hilfskräften besteht, weil Trauben oder Erdbeeren reifen. Andere leben in den Dienstbotenwohnungen wohlhabender Familien der Vorstädte, und einige schuften in den kleinen Betrieben, die von ihren Ehemännern betrieben werden.
Das nächste Kapitel fokussiert auf ihre Kinder, die häufig nur noch Englisch sprechen wollen und sich ihrer eingewanderten Eltern schämen, die immer noch nicht korrekt und akzentfrei Englisch sprechen. Angedeutet wird aber auch, dass viele ihrer Eltern einen ersten bescheidenen Wohlstand erreicht haben. Sie gehen gelegentlich abends essen, auch wenn sie zuvor anrufen, um sich zu erkundigen, ob in dem Restaurant auch Japaner bedient werden. Sie besitzen ihr eigenes Stück Land, ihre eigene Wäscherei oder haben ihr eigenes Restaurant eröffnet.
Im nächsten Kapitel wird geschildert, wie sich das Leben der japanischstämmigen Amerikanerinnen nach den Angriffen auf Pearl Harbor ändert: Zunehmend machen sie die Erfahrung, dass ihre Ehemänner ohne Warnung verhaftet werden. Im vorletzten Kapitel wird schließlich ihre Befürchtung wahr: Sie werden gezwungen, ihre Wohnorte zu verlassen und sollen in Lager gebracht werden. Der Roman schließt mit einem drastischen Perspektivwechsel: Aus der Sicht ihrer weißen Nachbarn wird geschildert, wie sie plötzlich nicht mehr da sind, wie sie zunächst vermisst werden,  jedoch allmählich in Vergessenheit geraten.

## Rezensionen
Alice Stephens stellt ihrer Besprechung für The Washington Independent zunächst einige historische Informationen voran: Im späten 19. Jahrhundert wurden japanische Arbeiter für die Zuckerplantagen auf Hawaii rekrutiert und einer Reihe dieser japanischen Landarbeiter gelang es, auf das US-amerikanische Festland auszuwandern und sich vor allem in Kalifornien niederzulassen, wo sie als billige Landarbeiter Beschäftigung fanden. 1907 kam es zu einem sogenannten Gentlemen’s Agreement zwischen Japan und den zunehmend xenophoben Vereinigten Staaten: Die weitere Einwanderung von Japanern wurde beendet. Es wurde jedoch der Nachzug von Kindern und Ehefrauen erlaubt. Bis 1924, als auch diese Praxis beendet wurde, nutzten viele in den USA lebende Japaner Ehevermittlungen, um eine japanische Braut für sich zu finden. Ein Eintrag in ein japanisches Eheregister legalisierte die Verbindung und ermöglichte es Japanerinnen, in die USA auszuwandern, wo sie auf Ehemänner trafen, denen sie nie zuvor begegnet waren. Stephens warnt in ihrer Besprechung den Leser, dass es kein konventioneller Roman sei, dass es keinen Protagonisten, keine Handlung und keine Dialoge gebe und bezweifelt, ob er die Bezeichnung Roman verdiene. Es sei vielmehr ein wunderbarer Emakimono, eine Handrolle, in der handgemalte Miniaturen sich für den Betrachter zu einer Geschichte entwickeln.
Johan Dehoust hebt in seiner Besprechung für den Spiegel die ungewöhnliche Erzählperspektive hervor und den Sog, den diese auf den Leser entwickeln kann. Er nennt die Stimmen der Erzählerinnen einen „mächtigen, orakelhaften Chor, der einen in den Bann schlägt und nicht wieder loslässt“. Otsuka, eine US-Amerikanerin japanischer Abstammung, die in ihrem Nachwort die zahlreichen historischen Quellen nennt, mit denen sie sich beim Verfassen des Romans auseinandergesetzt habe, breche mit ihrem Roman alle Erzählprinzipien. Sie habe jedoch eine wundervolle Gabe, in einem einzigen Satz eine ganz Geschichte zu entfalten. Einige Kapitel, so schreibt Dehoust, seien wie Mantras, denn teilweise beginne über Seiten hinweg jeder Satz mit den gleichen Worten.
Alida Becker vergleicht in ihrer Besprechung für die The New York Times Otsukas Erzählweise mit dem Minimalismus japanischer Zeichenkunst. Wovon wir träumten ist aus Sicht Beckers eigentlich der Auftakt zu Otsukas erstem veröffentlichten Roman, dem nicht ins Deutsche übersetzte When the Emporen was Divine (Als der Kaiser unsterblich war). In diesem Roman schildert Otsuka die Erfahrung einer (namenlos bleibenden) japanisch-amerikanischen Frau und ihrer zwei Kinder während des Zweiten Weltkriegs, die von ihrem Vorortleben in Berkeley in ein Internierungslager in der Wüste von Utah geschickt werden. Auch Becker hebt hervor, wie mächtig dieser Chor an Stimmen werde, die Otsuka erklingen lasse: Es werde dadurch sowohl das Individuelle jedes Schicksals als auch ihre Gemeinsamkeiten betont. 
Elizabeth Day ist in ihrer Besprechung für die britische Zeitung The Guardian nahezu euphorisch und nennt Otsukas Roman ein kleines, erzählerisches Juwel, dass so geschliffen sei, dass dessen Sätze noch lange im Gedächtnis des Lesers bleiben. Mit Wovon wir träumten habe Julie Otsuka einen eigenen literarischen Stil entwickelt, der halb Lyrik, halb Erzählung sei: Kurze Sätze, wenige Beschreibungen, so dass die Emotionen, die in jedem Kapitel zu spüren seien, durch diese Zurückhaltung nur noch eindringlicher würden. Auch Elizabeth Day staunt darüber, dass es Otsuka gelingt, ihre ungewöhnliche Erzählperspektive durchzuhalten. Otsukas erzählerische Brillanz liege darin, hält Day fest, dass es ihr gelingt, dass der Leser sich dieser Gruppe von Charakteren verbunden fühle, weil er in dieser kollektiven Erfahrung immer wieder individuelle Schicksale erkenne.

## Einzelbelege
1. ↑  Ron Charles:  Julie Otsuka’s ‘The Buddha in the Attic’ wins 2012 PEN/Faulkner Award for Fiction In: Washington Post, 26. März 2012. Abgerufen am 25. März 2016
2. ↑   Otsuka: Wovon wir träumten, Beginn des ersten Kapitels in der Übersetzung von Katja Scholtz.
3. ↑   Otsuka: Wovon wir träumten, Beginn des zweiten Kapitels in der Übersetzung von Katja Scholtz.
4. ↑   Alice Stephens: The Buddha in the Attic: This novella captures in prose poem form the immigrant experience of Japanese picture brides in California. In: Washington Independent, 30. August 2011, aufgerufen am 27. März 2016.
5. ↑   Johan Dehoust: Roman „Wovon wir träumten“ – Obstpflücker statt Seidenhändler. Auf Spiegel Online am 13. August 2012, aufgerufen am 25. März 2016.
6. ↑  Alida Becker: Coming to America, Lured by a Photo. In: The New York Times, 26. August 2011, aufgerufen am 26. März 2016.
7. ↑   Elizabeth Day, Buchrezension in The Guardian vom 8. April 2012, aufgerufen am 27. März 2016